# Azeta melanea
Azeta melanea là một loài bướm đêm trong họ Erebidae.